# Zio Tibia Picture Show
Zio Tibia Picture Show (edizione 1989) o Venerdì con Zio Tibia (edizione 1990) è stato uno spettacolo televisivo italiano interamente dedicato al genere horror in onda negli anni 1989 e 1990 su Italia 1 e diretto da Pino Pellino.

## Il personaggio
Lo Zio Tibia era un pupazzo che rappresentava un anziano signore dal volto putrefatto, abitante di una cripta in compagnia di Golem e dell'assistente Astragalo (quest'ultimo presente solo nella seconda edizione). Il personaggio era ispirato ad Uncle Creepy, il narratore del fumetto statunitense degli anni '60 Creepy, tradotto in Italia appunto con il nome di Zio Tibia. A sua volta Uncle Creepy traeva ispirazione dai presentatori dei fumetti horror della EC Comics degli anni '50 Tales from the Crypt, The Vault of Horror e The Haunt of Fear, pubblicazioni note anche in Italia per il film del 1982 Creepshow (il presentatore del film, "the Creep" in originale, viene chiamato Zio Creepy nell'edizione italiana).
Il personaggio era caratterizzato dalla sua forte vena ironica e cinica. Si ricorda, ad esempio, il sondaggio "Rigor Mortis" fra le morti preferite dove sempre solo lo 0,3% voleva morire di vecchiaia, ma anche "Una rotonda di bare" che parafrasava lo show Una rotonda sul mare e altri programmi TV musicali come il "Festivalbara".
La voce del personaggio era del doppiatore Fabrizio Casadio, all'epoca speaker ufficiale di Italia 1, e la maschera di Zio Tibia era indossata da Stefano Cananzi.

## Lo spettacolo
Il programma, adattato alla TV italiana dal regista Pino Pellino e trasmesso nella seconda serata (23.30) del Sabato (edizione 1989, intitolata Zio Tibia Picture Show), successivamente in prima e seconda serata il Venerdì (edizione 1990 intitolata Venerdì con Zio Tibia), serviva da introduzione e sipario alla trasmissione di un film horror seguito poi dalla puntata di una serie televisiva a tema.
La prima stagione ha incluso puntate della serie Freddy's Nightmares, mentre la seconda ha dato spazio alla serie televisiva Venerdì 13.
Fra i film trasmessi, invece, si ricordano La casa 2, Vamp, Il ritorno dei morti viventi e Brivido.
Il programma venne poi interrotto nel 1991, lasciando il posto alla rassegna Notte Horror.

## Film trasmessi
| N° | Edizione               | Data              | Film                                                                                             |
| -- | ---------------------- | ----------------- | ------------------------------------------------------------------------------------------------ |
| 1  | Zio Tibia Picture Show | 8 luglio 1989     | Il terrore di Frankenstein (Ghost of Frankenstein)                                               |
| 1  | Zio Tibia Picture Show | 15 luglio 1989    | La moglie di Frankenstein (Bride of Frankenstein)                                                |
| 1  | Zio Tibia Picture Show | 22 luglio 1989    | Frankenstein contro l'uomo lupo (Frankenstein Meets the Wolf Man)                                |
| 1  | Zio Tibia Picture Show | 29 luglio 1989    | La mummia (The Mummy)                                                                            |
| 1  | Zio Tibia Picture Show | 5 agosto 1989     | La maschera di cera (House of Wax)                                                               |
| 1  | Zio Tibia Picture Show | 12 agosto 1989    | Il teschio maledetto (The Skull)                                                                 |
| 1  | Zio Tibia Picture Show | 19 agosto 1989    | L'uomo che ingannò la morte (The Man Who Could Cheat Death)                                      |
| 1  | Zio Tibia Picture Show | 26 agosto 1989    | La creatura di Frankenstein (Frankenstein and the Monster from Hell)                             |
| 1  | Zio Tibia Picture Show | 2 settembre 1989  | Il teschio di Londra (Im Banne des Unheimlichen)                                                 |
| 1  | Zio Tibia Picture Show | 9 settembre 1989  | L'ascensore (De Lift)                                                                            |
| 2  | Venerdì con Zio Tibia  | 13 luglio 1990    | Ammazzavampiri (Fright Night)                                                                    |
| 2  | Venerdì con Zio Tibia  | 13 luglio 1990    | "L'eredità", episodio della serie Venerdì 13 (Friday the 13th: The Series)                       |
| 2  | Venerdì con Zio Tibia  | 13 luglio 1990    | Venerdì 13 (Friday the 13th)                                                                     |
| 2  | Venerdì con Zio Tibia  | 13 luglio 1990    | Episodio della serie Ai confini della realtà (The Twilight Zone)                                 |
| 2  | Venerdì con Zio Tibia  | 20 luglio 1990    | Unico indizio la luna piena (Silver Bullet)                                                      |
| 2  | Venerdì con Zio Tibia  | 20 luglio 1990    | "Il cupido che uccide", episodio della serie Venerdì 13 (Friday the 13th: The Series)            |
| 2  | Venerdì con Zio Tibia  | 20 luglio 1990    | Venerdì 13 parte II - L'assassino ti siede accanto (Friday the 13th Part 2)                      |
| 2  | Venerdì con Zio Tibia  | 20 luglio 1990    | "Che tipo di pietà", episodio della serie Ai confini della realtà (The Twilight Zone)            |
| 2  | Venerdì con Zio Tibia  | 27 luglio 1990    | House II - La casa di Helen (House II: The Second Story)                                         |
| 2  | Venerdì con Zio Tibia  | 27 luglio 1990    | "L'oracolo della morte", episodio della serie Venerdì 13 (Friday the 13th: The Series)           |
| 2  | Venerdì con Zio Tibia  | 27 luglio 1990    | Venerdì 13 parte IV - Capitolo finale (Friday the 13th: The Final Chapter)                       |
| 2  | Venerdì con Zio Tibia  | 27 luglio 1990    | "La polvere", episodio della serie Ai confini della realtà (The Twilight Zone)                   |
| 2  | Venerdì con Zio Tibia  | 3 agosto 1990     | House - Chi è sepolto in quella casa? (House)                                                    |
| 2  | Venerdì con Zio Tibia  | 3 agosto 1990     | "Tè mortale", episodio della serie Venerdì 13 (Friday the 13th: The Series)                      |
| 2  | Venerdì con Zio Tibia  | 3 agosto 1990     | Venerdì 13 parte V - Il terrore continua (Friday the 13th Part V: A New Beginning)               |
| 2  | Venerdì con Zio Tibia  | 3 agosto 1990     | Episodio della serie Ai confini della realtà (The Twilight Zone)                                 |
| 2  | Venerdì con Zio Tibia  | 10 agosto 1990    | Il ritorno dei morti viventi (The Return of the Living Dead)                                     |
| 2  | Venerdì con Zio Tibia  | 10 agosto 1990    | "Un chirurgo infallibile", episodio della serie Venerdì 13 (Friday the 13th: The Series)         |
| 2  | Venerdì con Zio Tibia  | 17 agosto 1990    | Vamp (Vamp)                                                                                      |
| 2  | Venerdì con Zio Tibia  | 17 agosto 1990    | "Il baule di Houdinì", episodio della serie Venerdì 13 (Friday the 13th: The Series)             |
| 2  | Venerdì con Zio Tibia  | 24 agosto 1990    | La casa 2 (Evil Dead II: Dead by Dawn)                                                           |
| 2  | Venerdì con Zio Tibia  | 24 agosto 1990    | Episodio della serie Venerdì 13 (Friday the 13th: The Series)                                    |
| 2  | Venerdì con Zio Tibia  | 24 agosto 1990    | L'ululato (The Howling)                                                                          |
| 2  | Venerdì con Zio Tibia  | 24 agosto 1990    | Episodio della serie Ai confini della realtà (The Twilight Zone)                                 |
| 2  | Venerdì con Zio Tibia  | 31 agosto 1990    | Ai confini della realtà, il film (Twilight Zone: The Movie)                                      |
| 2  | Venerdì con Zio Tibia  | 31 agosto 1990    | "Uno spirito ribelle", episodio della serie Venerdì 13 (Friday the 13th: The Series)             |
| 2  | Venerdì con Zio Tibia  | 31 agosto 1990    | Amityville II - The possession (Amityville II: The Possession)                                   |
| 2  | Venerdì con Zio Tibia  | 31 agosto 1990    | "Un vecchio apparecchio radio", episodio della serie Ai confini della realtà (The Twilight Zone) |
| 2  | Venerdì con Zio Tibia  | 31 agosto 1990    | "Testa o croce", episodio della serie Ai confini della realtà (The Twilight Zone)                |
| 2  | Venerdì con Zio Tibia  | 7 settembre 1990  | Morte a 33 giri (Trick or Treat)                                                                 |
| 2  | Venerdì con Zio Tibia  | 14 settembre 1990 | Brivido (Maximum Overdrive)                                                                      |
| 2  | Venerdì con Zio Tibia  | 14 settembre 1990 | "Il fumetto stregato", episodio della serie Venerdì 13 (Friday the 13th: The Series)             |